# Iguala de la Independencia
Iguala de la Independencia , cidade histórica do Estado de Guerrero, no México, localizada a 102 kilómetros de Chilpancingo. Esta cidade é importante principalmente em 2 feitos históricos definitivos para a História do México:
- A elaboração da Bandeira do México em 24 de fevereiro de 1821 por José Magdaleno Ocampo.
- A firma do documento conhecido como Plan de Igual, de igual maneira, o 24 de fevereiro de 1821, onde se reconhecia pela primeira vez e de maneira oficial a Independência do México da Espanha, e a união dos exércitos mexicano e espanhol no chamado Exército Trigarante.

## História
O nome de Iguala de la Independecia vem do nahuatl "Yohualtepec" que significa "Lugar rodeado de montanhas", pois, efetivamente, Iguala é um vale rodeado por nove montanhas. Em um princípio a população de Iguala vivia nas montanhas que rodeiam o vale, em um lugar chamado atualmente "Pueblo Viejo". O Santo Patrono da cidade é São Francisco de Assis, cuja paróquia é toda uma legenda.
Na época do México pré-colombiano, o que agora é Iguala estava habitado por indígenas chontales, quem pronto se viram dominados pelos aztecas, no ano de 1440, sendo Izcoatl o tlatoani dos aztecas. Na época do imperador Moctezuma II, esta região era chamada Yoalan, como o demonstram alguns códices, e os impostos que pagava esta cidade a Tenochtitlán eram dos mais elevados.
A chegada dos conquistadores espanhóis ao México, em 1521, a primeira ordem religiosa a chegar a Iguala de la Independencia foi a dos franciscanos, no ano de 1526.
Durante a Colônia, Iguala de la Independencia se converte em um povo de elevada importância, devido a que era ponto de passagem obrigatória desde a capital do país (Cidade do México) até o porto de Acapulco, onde chegava o conhecido Galeon de Manila.

## Turismo
Se bem que o turismo em Iguala não é uma atividade econômica importante, a cidade conta com alguns locais de interesse, entre os quais figuram a Igreja de São Francisco de Assis construída no século XIX e a Laguna de Tuxpan, caracterizada por sua singular beleza e que nos últimos anos se converteu em um importante centro de atração devido à grande quantidade de corridas de motos aquáticas de relevância internacional que ali se realizam.
Todo ano se realiza durante o mês de fevereiro a feira "Expo Iguala" com motivo do aniversario da elaboração da bandeira. Esta feira é uma das mais importantes festividades dos igualtecos, e está em atividade geralmente à noite. A feira é inaugurada primeiramente com um desfile que recorre las principais ruas da cidade, e continua com a eleição anual da "Rainha dos festejos da Bandeira", sendo a rainha atual Yasmín Pineda Martínez, "Yasmín I". Nesta feira existem exposições de artesanato, amostras gastronômicas, restaurantes, bares, exposição ganhadora, jogos mecânicos, um "Teatro do Povo" onde gratuitamente cada noite os visitantes podem desfrutar de uma apresentação de algum artista famoso, entre outras muitas distrações e diversões. .

## Cidades-irmãs
- Mérida (México), México